# Liste der Biografien/Saf
Liste der Biografien |
Portal Biografien |
Personensuche
# |
A |
B |
C |
D |
E |
F |
G |
H |
I |
J |
K |
L |
M |
N |
O |
P |
Q |
R |
S |
T |
U |
V |
W |
X |
Y |
Z |
?
 
Sa |
Sb |
Sc |
Sd |
Se |
Sf |
Sg |
Sh |
Si |
Sj |
Sk |
Sl |
Sm |
Sn |
So |
Sp |
Sq |
Sr |
Ss |
St |
Su |
Sv |
Sw |
Sy |
Sz
 
Saa |
Sab |
Sac |
Sad |
Sae |
Saf |
Sag |
Sah |
Sai |
Saj |
Sak |
Sal |
Sam |
San |
Sao |
Sap |
Saq |
Sar |
Sas |
Sat |
Sau |
Sav |
Saw |
Sax |
Say |
Saz
Die Liste der Biografien führt alle Personen auf, die in der deutschsprachigen Wikipedia einen Artikel haben. Dieses ist eine Teilliste mit 183 Einträgen von Personen, deren Namen mit den Buchstaben „Saf“ beginnt.

## Saf
- Saf, Zülfü (* 1998), türkischer Fußballspieler

### Safa
- Safa, Iskandar (1955–2024), libanesisch-französischer Geschäftsmann
- Safa, Peyami (1899–1961), türkischer Schriftsteller
- Safa, Zabihollah (1911–1999), iranischer Literaturwissenschaftler, Professor der Iranistik der Universität Teheran
- Safaei-Rad, Abak (* 1974), deutsche Schauspielerin, Hörspiel- und Synchronsprecherin
- Safaian, Ali Akbar (* 1947), iranischer Maler und Bildhauer
- Safaian, Arash (* 1981), deutsch-iranischer Komponist
- Safan, Craig (* 1948), US-amerikanischer Komponist
- Safan, Mohammed (* 1998), sri-lankischer Sprinter
- Safania, Monica (* 1990), kenianische Sprinterin
- Safar, Adel (* 1953), syrischer Politiker, Ministerpräsident
- Safar, Peter (1924–2003), US-amerikanischer Anästhesist österreichischer Herkunft
- Sáfár, Szabolcs (* 1974), ungarisch-österreichischer FußballspielerSzabolcs Sáfár (* 1974)

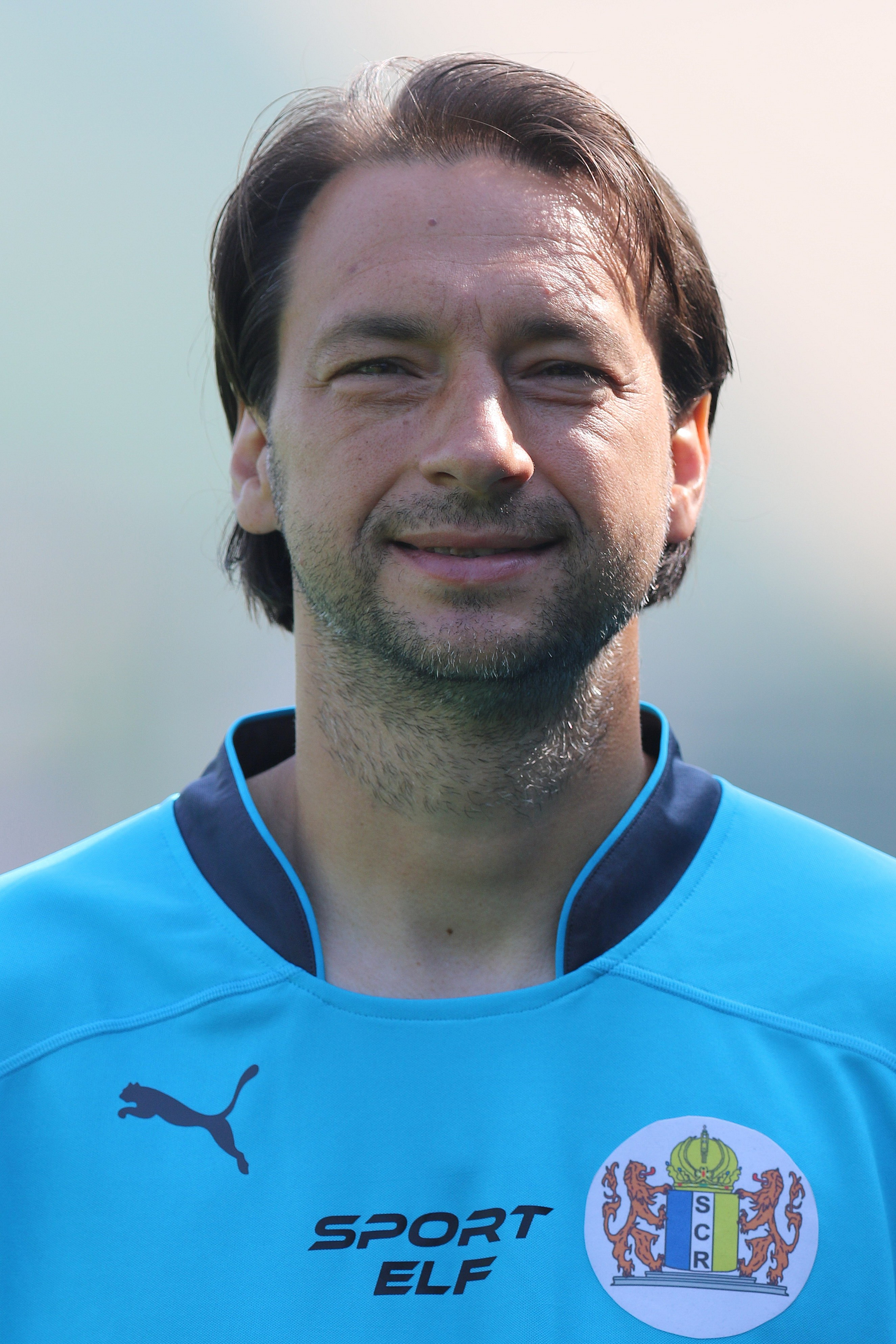
Szabolcs Sáfár (* 1974)

- Šafář, Zdeněk (* 1978), tschechischer Freestyle-Skisportler
- Safarabadi, Roxana (* 1990), deutsche Schauspielerin, Synchronsprecherin und interdisziplinäre Künstlerin
- Safari Chabestari, Ursula (* 1949), deutsche Richterin
- Safari, Behrang (* 1985), schwedisch-iranischer Fußballspieler
- Safari, Mehdi (* 1951), iranischer Diplomat
- Safari, Olivier (* 1980), kongolesischer Fußballschiedsrichterassistent und -funktionär
- Safari, Syahmi (* 1998), malaysischer Fußballspieler
- Safarian, Sargis (1917–2005), armenisch-US-amerikanischer Bauingenieur
- Šafarić, Nikola (* 1981), kroatischer Fußballspieler
- Šafařík, Bernard (* 1948), schweizerisch-tschechischer Regisseur und Publizist
- Šafařík, Eduard A. (1928–2015), tschechoslowakisch-italienischer Kunsthistoriker
- Šafárik, Pavel Jozef (1795–1861), slowakischer Wissenschaftler und Dichter
- Safarik, Torsten (* 1965), deutscher Behördenleiter
- Šafařík, Vojtěch (1829–1902), tschechischer Chemiker und Astronom
- Safarikas, Alexandros (* 1999), griechischer Fußballtorhüter
- Safarjan, Dawit (* 1989), russischer bzw. armenischer Ringer
- Safarjan, Seda (* 1962), armenische Richterin
- Safarjane, Ani (* 1998), armenische Tennisspielerin
- Safarjanz, Wasgen (* 1984), belarussischer Boxer
- Səfərli, Eltac (* 1992), aserbaidschanischer Schachspieler
- Səfərli, Josefine (* 1998), deutsche SchachspielerinJosefine Səfərli (* 1998)

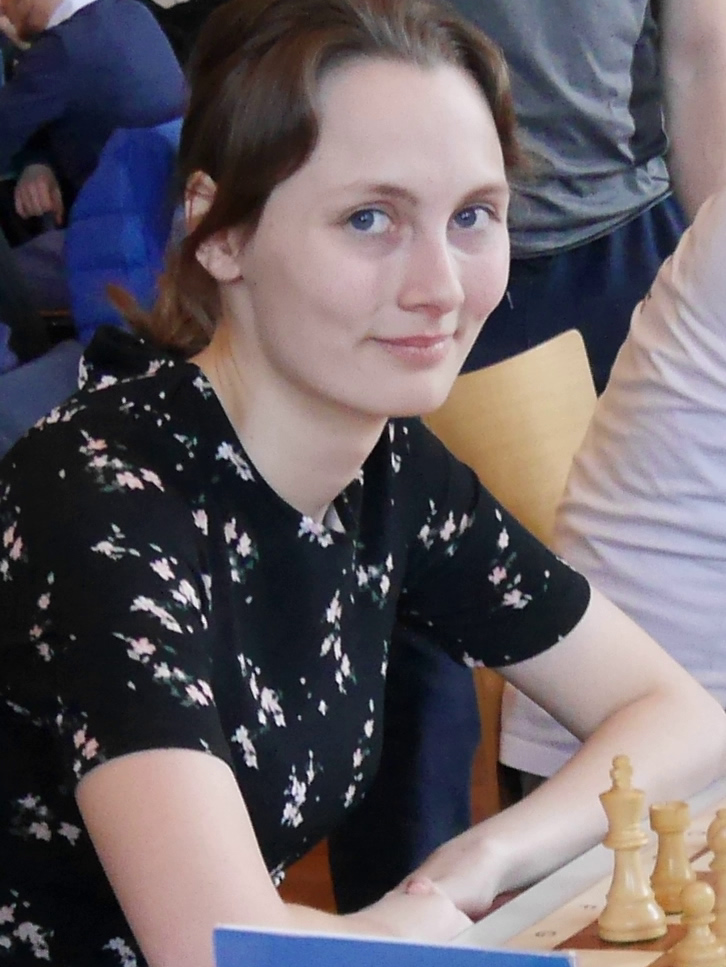
Josefine Səfərli (* 1998)

- Səfərov, Orxan (* 1991), aserbaidschanischer Judoka
- Səfərov, Ramil (* 1977), aserbaidschanischer Leutnant, verurteilter Mörder
- Səfərov, Rüfət, aserbaidschanischer Menschenrechtsverteidiger, ehemaliger Staatsanwalt
- Šafářová, Alena (* 1968), tschechische Tischtennisspielerin
- Šafářová, Lucie (* 1987), tschechische Tennisspielerin
- Šafářová, Zdena (* 2003), tschechische Tennisspielerin
- Safarow, Georgi Iwanowitsch (1891–1942), russischer Revolutionär
- Safarowa, Jelena Wladimirowna (* 1975), russische Biathletin
- Safarzadeh, Saeid (* 1985), iranischer Radrennfahrer
- Safatle, Vladimir (* 1973), brasilianischer Philosoph, Schriftsteller und Musiker
- Safavi, Navvab (1924–1956), iranischer Gründer der islamistischen Gruppierung Fedajin-e Islam
- Safavi, Yahya Rahim (* 1958), iranischer Generalleutnant und Kommandeur der Revolutionsgarde

### Safd
- Safdarjung († 1754), Gouverneur von Avadh und Wesir am Mogulhof (1748–1754)
- Safdie, Benny (* 1986), US-amerikanischer Filmschauspieler und FilmregisseurBenny Safdie (* 1986)

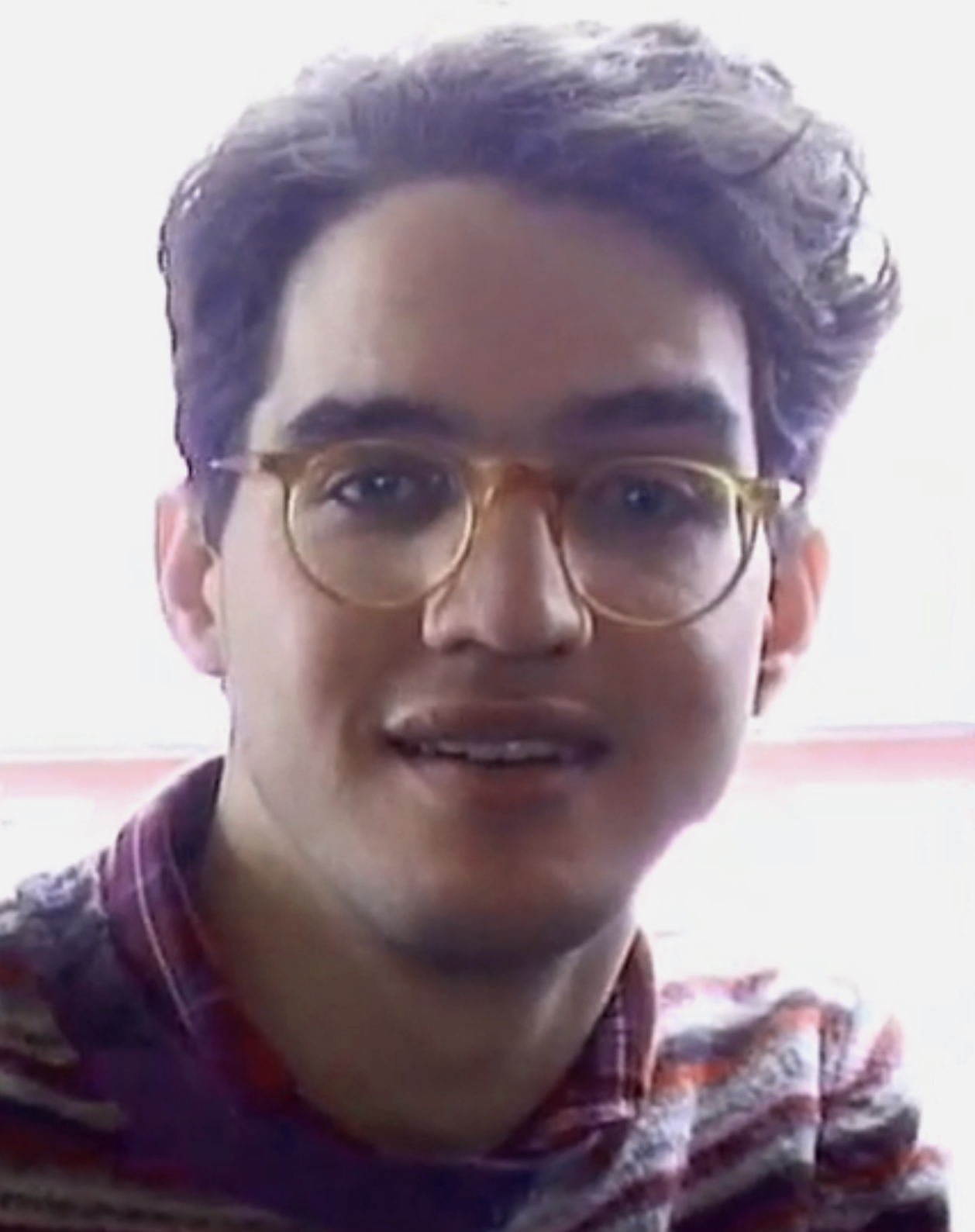
Benny Safdie (* 1986)

- Safdie, Josh (* 1984), US-amerikanischer Filmschaffender
- Safdie, Mosche (* 1938), israelischer Architekt und Städtebauer

### Safe
- Safe, Olivia (* 1982), britische Opernsängerin (Sopran)
- Safer, Emil (* 2005), österreichischer Fußballspieler
- Safer, Morley (1931–2016), kanadischer Journalist und Korrespondent, Emmy-Award-Träger

### Saff
- Saff, Edward B. (* 1944), US-amerikanischer Mathematiker
- Saffa, Jacob Jusu, sierra-leonischer Politiker
- Saffār, Hasan as- (* 1958), schiitischer Aktivist, Denker und Prediger Saudi-Arabiens
- Saffar, Jamal al (* 1971), saudischer Sprinter
- Saffe, Barthold († 1615), Kaufmann und Ratsherr der Hansestadt Lübeck
- Saffe, Ferdinand (1867–1951), deutscher Komponist, Musikforscher, Pädagoge und Organist
- Saffe, Heinrich (1599–1665), Jurist und Lübecker Ratsherr
- Saffe, Jan (* 1960), deutscher Politiker (Die Grünen), Mitglied der Bremischen Bürgerschaft
- Saffe, Viktoria (1914–1999), deutsche Sozialpolitikerin
- Saffeels, Sandy (* 1965), deutsch-amerikanische Filmeditorin
- Saffenreuter, Georg Joseph (1808–1869), deutscher römisch-katholischer Geistlicher, Theologe und Pädagoge
- Saffer, Hans Konrad (1860–1940), deutscher Maler
- Saffer, Leo (* 2000), deutscher Basketballspieler
- Safferling, Benignus von (1824–1899), bayerischer General der Infanterie und Kriegsminister
- Safferling, Christoph (* 1971), deutscher Rechtswissenschaftler und Hochschullehrer
- Safferling, Ulrich (* 1964), deutscher Motorjournalist und Chefredakteur von Auto Classic
- Saffery, Deon (* 1988), walisische Squashspielerin
- Saffi, Aurelio (1819–1890), italienischer Politiker, Mitglied der Camera dei deputati
- Saffin, Janelle (* 1954), australische Politikerin
- Saffin, John (1626–1710), englischer Kaufmann, Jurist und Dichter
- Saffioti, Salli (* 1976), US-amerikanische Schauspielerin und Synchronsprecherin
- Saffirio, René (* 1955), chilenischer Abgeordneter, Bürgermeister von Temuco
- Saffitz, Claire (* 1986), amerikanische Autorin, Köchin und YouTuberin
- Saffman, Philip (1931–2008), britischer angewandter Mathematiker
- Saffold, Rodger (* 1988), US-amerikanischer American-Football-Spieler
- Safford, Anson (1830–1891), US-amerikanischer Politiker
- Safford, Laurance (1893–1973), amerikanischer Kryptologe
- Safford, Mary Jane (1834–1891), US-amerikanische Ärztin und Professorin
- Safford, Roger (* 1967), britischer Ornithologe und Naturschützer
- Safford, Truman Henry (1836–1901), US-amerikanischer Astronom
- Saffran, Ernst-Willi (1916–1988), deutscher Politiker (GB/BHE), MdL
- Saffran, Noel (* 2004), deutscher Eishockeyspieler
- Saffrey, Henri-Dominique (1921–2021), französischer Gräzist und Philosophiehistoriker
- Safft, Julius von (1812–1887), preußischer Generalmajor
- Safft, Wilhelm von (1780–1861), preußischer Generalleutnant

### Safi
- Safi al-Din, Haschem (1964–2024), libanesischer PolitikerHaschem Safi al-Din (1964–2024)

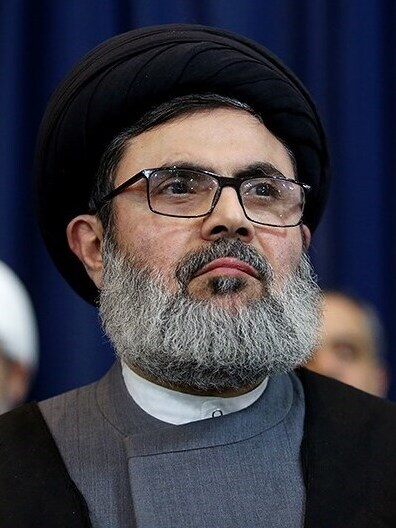
Haschem Safi al-Din (1964–2024)

- Safi I. († 1642), Schah von Persien
- Safi II. (1647–1694), Schah von Persien
- Safi, Ann El, sudanesische Journalistin und Schriftstellerin
- Safi, Kamran (* 1974), schweizerisch-iranischer Biologe
- Safi, Meshkatolzahra (* 2004), iranische Tennisspielerin
- Safi, Pardes (* 1987), afghanischer Beachvolleyballspieler
- Safi, Ramien (* 1999), niederländischer Fußballspieler
- Safieh, Afif (* 1950), palästinensischer Politiker und Diplomat
- Safier, David (* 1966), deutscher Drehbuchautor und SchriftstellerDavid Safier (* 1966)

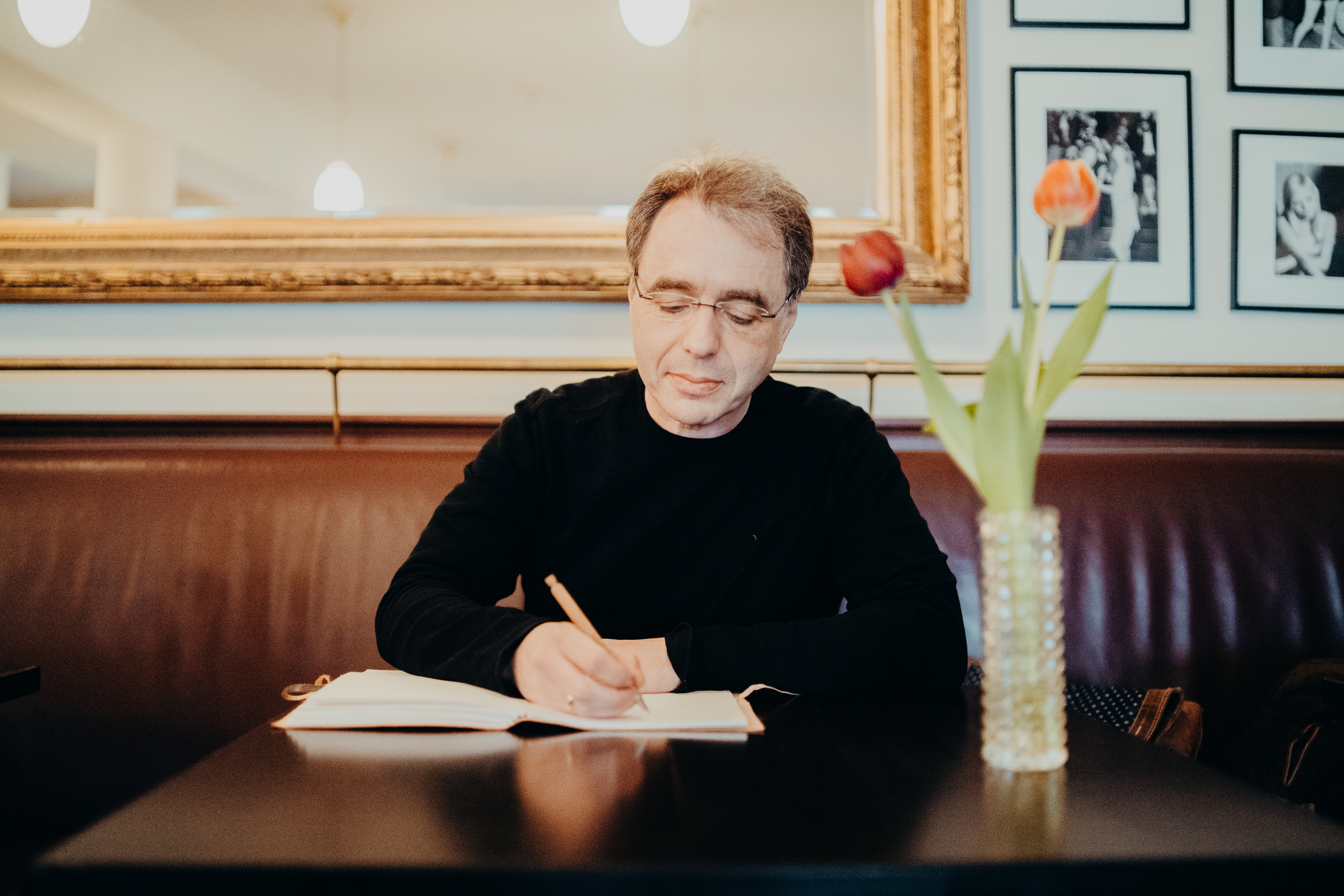
David Safier (* 1966)

- Safijewa, Gulruchsor (* 1947), sowjetische bzw. tadschikische bzw. russische Dichterin, Übersetzerin und Iranistin
- Səfikürdski, Aslan bəy (1881–1937), aserbaidschanischer Politiker und Staatsmann
- Safin, Enis (* 2004), türkisch-österreichischer Fußballspieler
- Safin, Marat Michailowitsch (* 1980), russischer Tennisspieler
- Safin, Rinnat Ibragimowitsch (1940–2014), sowjetischer Biathlet
- Safin, Schazam (1932–1985), sowjetischer Ringer
- Safin, Shuhrat (1970–2009), usbekischer Schachspieler
- Safin, Timur Marselewitsch (* 1992), russischer Florettfechter
- Safina, Alessandro (* 1963), italienischer Sänger (Tenor)
- Safina, Dinara Michailowna (* 1986), russische TennisspielerinDinara Michailowna Safina (* 1986)

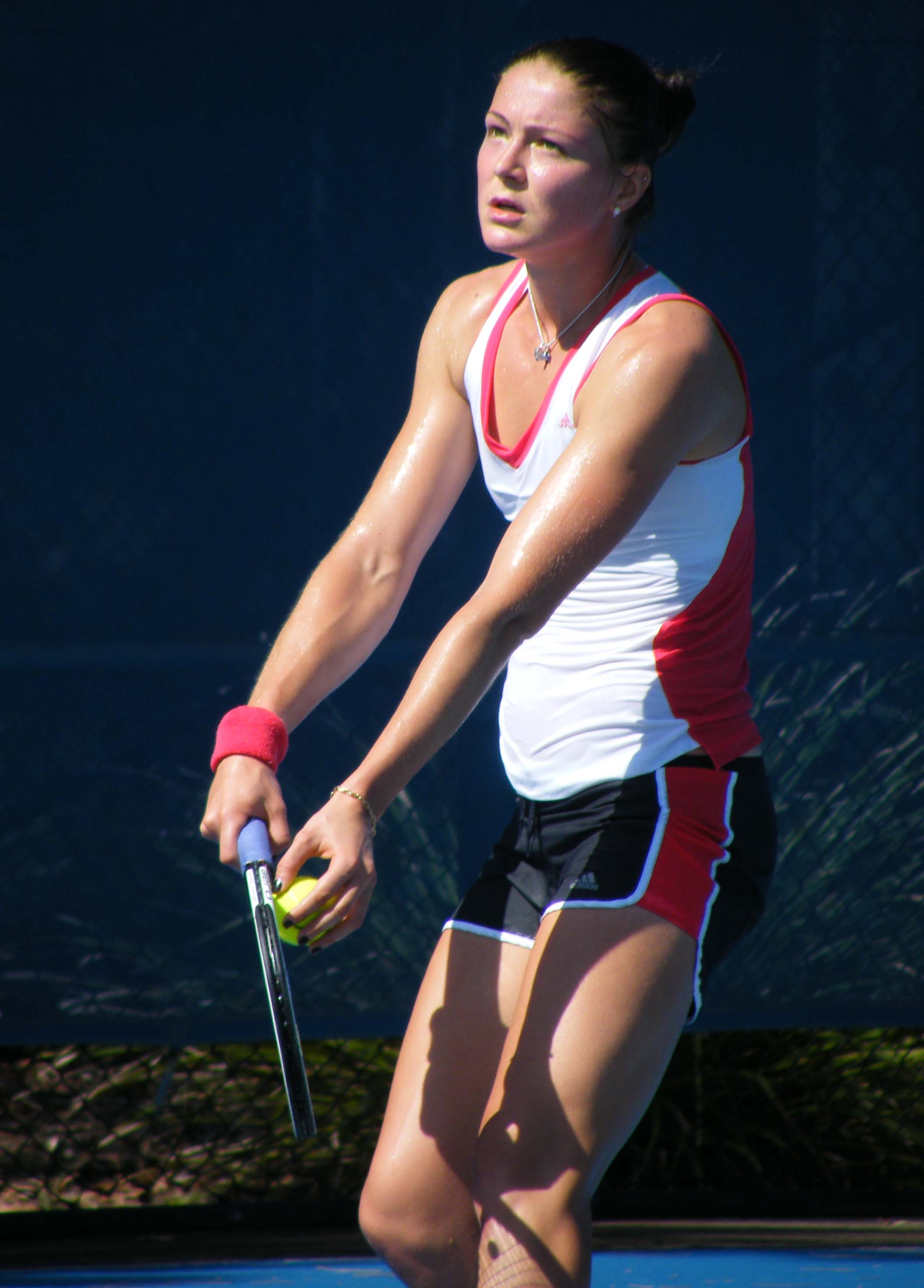
Dinara Michailowna Safina (* 1986)

- Safina, Julija Wassiljewna (* 1950), sowjetische Handballspielerin
- Safinaz (* 1983), armenische Bauchtänzerin
- Safinia, Farhad (* 1975), US-amerikanischer Drehbuchautor, Filmregisseur und Fernsehproduzent iranischer Herkunft
- Safinia, Reza (* 1897), iranischer Diplomat
- Safinia, Reza (* 1974), britischer Komponist und Musikproduzent
- Safiou, Saibou (* 1991), togoischer Fußballspieler
- Safire, William (1929–2009), US-amerikanischer Publizist
- Safirow, Adalbert (* 1969), bulgarischer Fußballspieler
- Safirow, Martin (* 1973), bulgarischer Fußballspieler und -trainer
- Safirowa, Dalija (* 1991), bulgarische Tennisspielerin
- Safirowa, Erika (* 1999), bulgarische Rhythmische Sportgymnastin
- Safirsztajn, Regina (1915–1945), polnische Widerstandskämpferin im KZ Auschwitz-Birkenau
- Safiullin, Roman Rischatowitsch (* 1997), russischer Tennisspieler
- Safiya, deutsche Sängerin
- Safīya bint Huyaiy, elfte Frau Mohammeds
- Safiye († 1605), osmanische Frau des Sultans Murat III.
- Şəfiyeva, Nərgiz (* 1940), aserbaidschanische Komponistin und Musikpädagogin

### Safj
- Safjan, Marek (* 1949), polnischer Jurist, Doktor der Rechtswissenschaft und Verfassungsrichter
- Safjanowski, Mark (* 1950), deutsch-ukrainischer Schachspieler

### Safo
- Safo-Antwi, Sean (* 1990), ghanaisch-britischer Sprinter
- Safonoff, Catherine (* 1939), Schweizer Schriftstellerin
- Safonow, Boris Feoktistowitsch (1915–1942), sowjetischer Pilot
- Safonow, Gleb (* 2001), kasachischer Skispringer
- Safonow, Jewgeni (* 1985), kasachischer Skilangläufer
- Safonow, Matwei Jewgenjewitsch (* 1999), russischer FußballtorwartMatwei Jewgenjewitsch Safonow (* 1999)

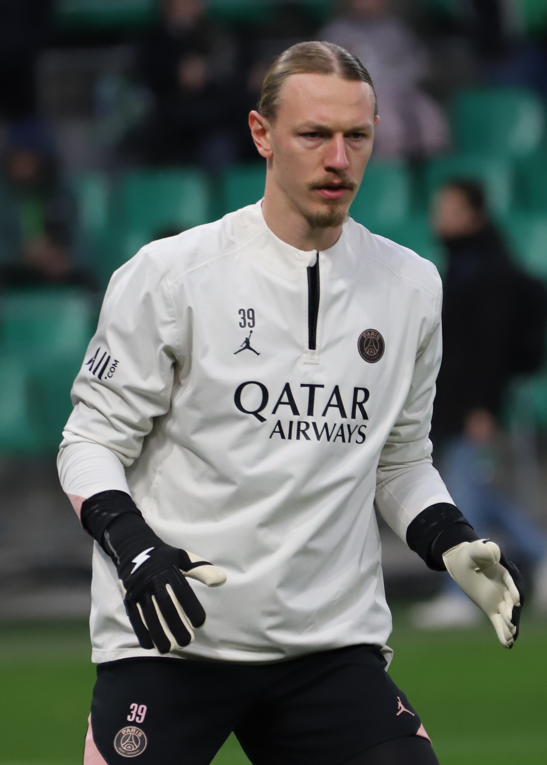
Matwei Jewgenjewitsch Safonow (* 1999)

- Safonow, Wassili Iljitsch (1852–1918), russischer Pianist und Dirigent
- Safonowa, Darja Alexandrowna (* 1980), russische Sprinterin
- Safonowa, Tamara Stepanowna (* 1946), sowjetische Wasserspringerin
- Safonowa, Walerija (* 2006), kasachische Weit- und Dreispringerin
- Safouesse, Lazare Makayat, Diplomat aus der Republik Kongo
- Safoyev, Sodiq (* 1954), usbekischer Politiker, ehemaliger Außenminister

### Safr
- Safra, Edmond (1931–1999), libanesischer Bankier
- Safra, Joseph (1938–2020), brasilianischer Bankier
- Safra, Lily (1934–2022), monegassisch-brasilianische Philanthropin
- Safra, Shmuel, israelischer Informatiker
- Safrai, Shmuel (1919–2003), israelischer Historiker, Judaist und Hochschullehrer
- Safrai, Ze'ev (* 1948), israelischer Archäologe, Judaist und Hochschullehrer
- Safran, Alexandre (1910–2006), rumänischer Philosoph und Rabbiner
- Safran, Peter (* 1965), britischer FilmproduzentPeter Safran (* 1965)

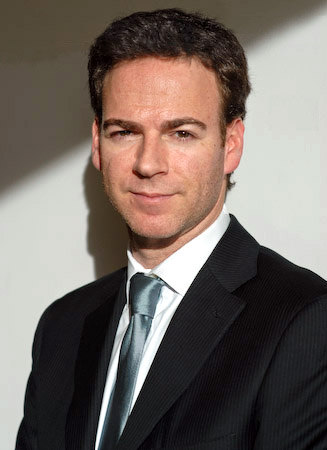
Peter Safran (* 1965)

- Šafránek, František (1931–1987), tschechoslowakischer Fußballspieler
- Šafránek, Jan (* 1948), tschechischer Maler und Zeichner
- Šafránek, Václav (* 1994), tschechischer Tennisspieler
- Šafránková, Kateřina (* 1989), tschechische Hammerwerferin
- Šafránková, Libuše (1953–2021), tschechische Schauspielerin
- Šafránková, Miroslava (* 1958), tschechische Schauspielerin
- Safranski, Eddie (1918–1974), US-amerikanischer Jazzbassist
- Safranski, Rüdiger (* 1945), deutscher SchriftstellerRüdiger Safranski (* 1945)

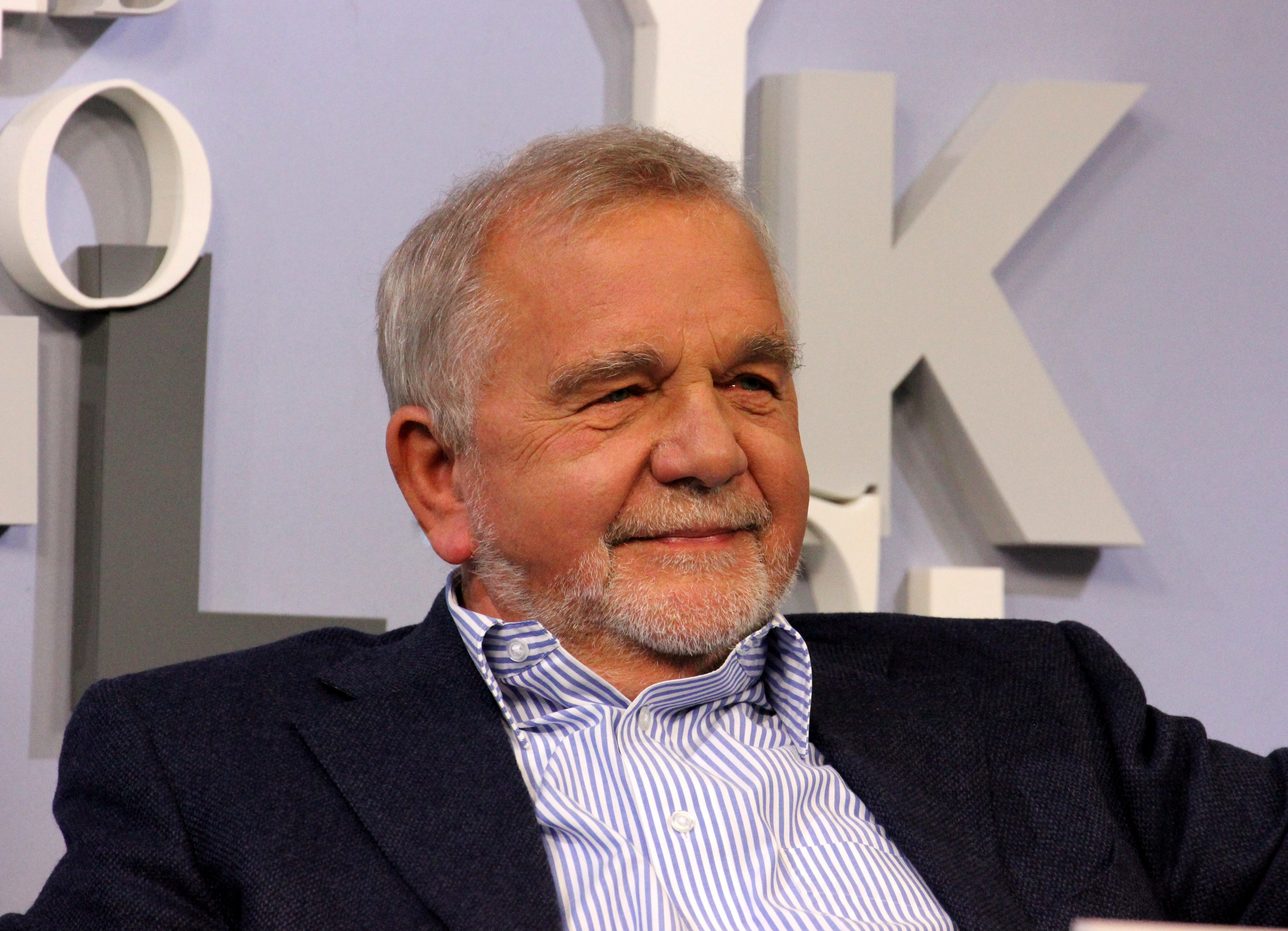
Rüdiger Safranski (* 1945)

- Safrian, Hans (* 1952), österreichischer Historiker
- Safronawa, Natallja (* 1974), belarussische Weit- und Dreispringerin
- Safronnikawa, Natallja (* 1973), belarussische Sprinterin
- Safronova, Yevgeniya (* 1977), ukrainische Künstlerin
- Safronovas, Vasilijus (* 1984), litauischer Historiker, Kulturwissenschaftler und Hochschullehrer
- Safronow, Alexander Alexandrowitsch (1952–1989), sowjetischer Eisschnellläufer
- Safronow, Dmitri Olegowitsch (* 1981), russischer Marathonläufer
- Safronow, Juri Pawlowitsch (1928–2001), sowjetischer Science-Fiction- bzw. Phantastik-Autor
- Safronow, Kirill Alexejewitsch (* 1981), russischer Eishockeyverteidiger
- Safronow, Konstantin (* 1987), kasachischer Weitspringer
- Safronow, Nikas Stepanowitsch (* 1956), sowjetischer bzw. russischer Künstler
- Safronow, Wiktor Sergejewitsch (1917–1999), russischer Physiker und Astronom
- Safronow, Wladimir Konstantinowitsch (1934–1979), sowjetischer Boxer
- Safronowa, Olga (* 1991), kasachische Sprinterin

### Saft
- Saft, Jamie (* 1971), US-amerikanischer Jazzmusiker und Filmkomponist
- Safta, Anastasia (* 2004), rumänische Tennisspielerin
- Safta, Anca (* 1978), rumänische Leichtathletin
- Saftig, Alexander (* 1958), deutscher Politiker (CDU)
- Saftig, Reinhard (* 1952), deutscher FußballtrainerReinhard Saftig (* 1952)

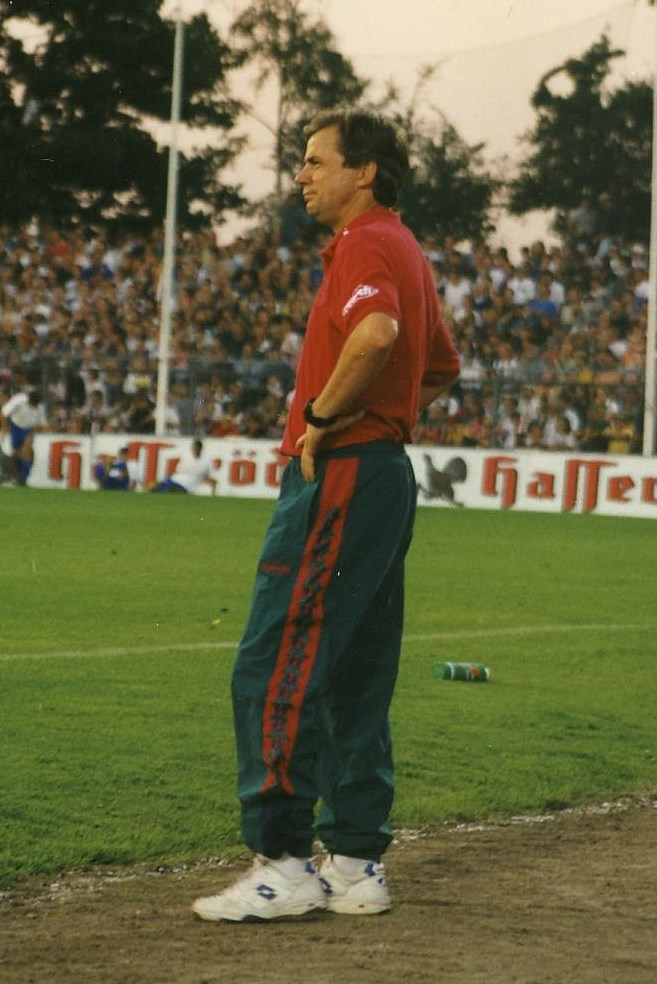
Reinhard Saftig (* 1952)

- Saftleven, Cornelis, niederländischer Maler
- Saftleven, Herman (1609–1685), niederländischer Maler
- Saftleven, Sara, niederländische Malerin

### Safu
- Safura (* 1992), aserbaidschanische Popsängerin

### Safv
- Safvat, Dariush (1928–2013), iranischer setar- und Santurspieler und Musikwissenschaftler
- Säfvenberg, Charlotta (* 1994), schwedische Skirennläuferin

### Safw
- Safwat, Ahmed (1947–2003), ägyptischer Squashspieler
- Safwat, Ismail, irakischer General
- Safwat, Mohamed (* 1990), ägyptischer Tennisspieler